# Wigfrid de Verdun
Wigfrid (Wicfrid, Wigfried, Wilgfrid, Wilfrid, Wikfried) († 31 août 983) fut évêque de Verdun de 958 à 983.

## Biographie
Arrière-petit-fils de Gérard Ier de Metz († 910), comte de Metz et de Oda de Saxe, veuve de Zwentibold.
Il fut formé à l'école de Cologne, auprès de Brunon.